# Margherita Sestito
Margherita Sestito (Napoli, 21 maggio 1953) è una doppiatrice e attrice italiana.

## Doppiaggio

### Cinema
- Julianne Moore in Marie e Bruce - Finché divorzio non vi separi
- Catherine Deneuve in Vi amo
- Victoria Abril in Amantes - Amanti
- Rosanna Arquette in New York Stories
- María Conchita Alonso in Colors - Colori di guerra
- Mary Beth Hurt in Senza difesa
- Ally Sheedy in Cara mamma, mi sposo
- Jayne Bentzen in Il nido dell'aquila
- Joan Jett in La luce del giorno
- Ana Alicia in Romero
- Mercedes Ruehl in Una vedova allegra... ma non troppo
- Joanne Pearce in La commedia degli errori
- Marcia Strassman in Newman, robot di famiglia
- Annie Belle in L'ammiratrice

### Televisione
- Roseanne Barr in Pappa e ciccia, Mamme vincenti
- Jaclyn Smith in La rabbia degli angeli, La rabbia degli angeli - La storia continua
- Carol Alt in Missione d'amore, Il vizio di vivere
- Sônia Braga in Il fuoco della resistenza
- Sally Struthers in Arcibaldo
- Sela Ward in Sisters
- Jane Badler in Il ritorno di Missione impossibile
- Kerrie Keane in Beverly Hills 90210
- Kathleen Laskey in Il supermercato più pazzo del mondo
- Agnes Dunneisen in Mission Eureka
- Monica Bellucci in Vita coi figli

### Soap opera e telenovelas
- Priscilla Presley e Morgan Fairchild in Dallas
- Nancy Lee Grahn in Santa Barbara
- Apollonia Kotero in Falcon Crest
- Britt Helfer in Quando si ama
- Kim Morgan Greene in Destini
- Demi Moore e Robyn Bernard in General Hospital
- Tonya Lee Williams in Febbre d'amore
- Regina Duarte in Malù donna
- Hilda Abrahamz in La passione di Teresa
- Esther Góes in Diritto d'amare
- Liliana Weimer in Rosa selvaggia
- Dalila Colombo in Caribe
- Bárbara Bruno in Terre sconfinate
- Lucinha Lins in Tris di cuori
- Vivianne Pasmanter in Donne di sabbia

### Cartoni animati
- Miss Dronio (2^ voce) in Yattaman
- Morticia Addams in La famiglia Addams
- Sonya Okanin (1^ voce) in Vultus 5
- Kira Tesawa in La regina dei mille anni

## Filmografia
- Dimenticare Lisa, regia di Salvatore Nocita – miniserie TV (1976)
- Traffico d'armi nel golfo, regia di Leonardo Cortese – miniserie TV (1977)
- Il fascino dell'insolito – serie TV, episodio 1x05 (1980)
- Delitto in via Teulada, regia di Aldo Lado – film TV (1980)
- L'eredità della priora, regia di Anton Giulio Majano – miniserie TV (1980)
- Ora zero e dintorni – serie TV, episodi 1x07-1x10 (1980)
- Quasi quasi mi sposo, regia di Vittorio Sindoni (1982)
- Dramma d'amore, regia di Luigi Perelli – miniserie TV (1983)
- Bianca, regia di Nanni Moretti (1984)
- Camilla, parlami d'amore – serie TV (1992-1994)